# Surgutskij rajon
Il Surgutskij rajon è un rajon (distretto) del Circondario autonomo degli Chanty-Mansi-Jugra, nella Russia siberiana.